# Hans Jonatan
Hans Jonatan, född 1784 på Saint Croix, död 1827 i Djúpivogur, var en danskägd slav i Danska Västindien som framför allt uppmärksammats till följd av en DNA-studie, där han som första person fått sitt genom återskapat utan några fysiska kvarlevor.

## Biografi

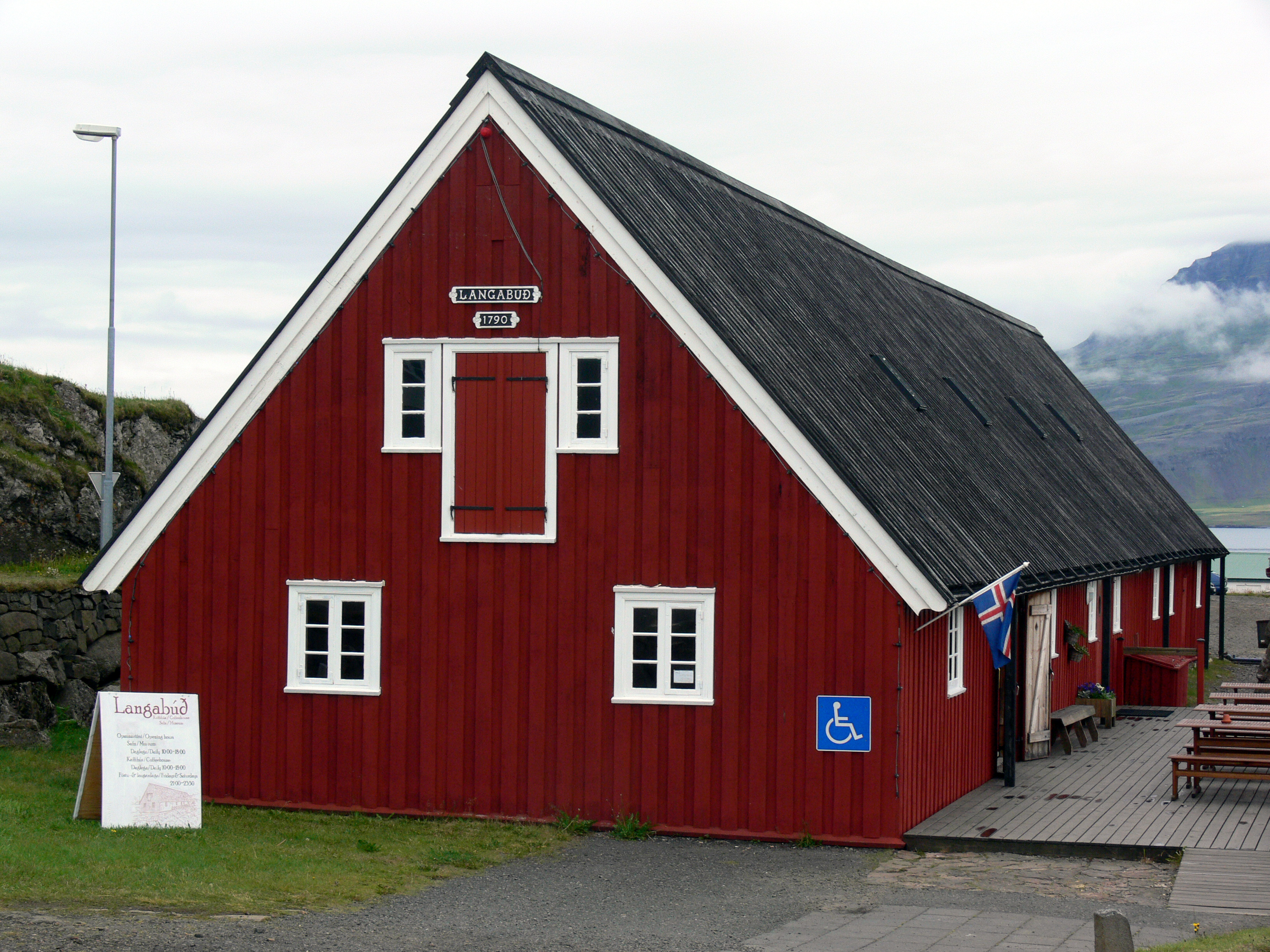
Handelsstationen i Djúpivogur, där Hans Jonatan var verksam.

Hans Jonatan föddes som slav på Saint Croix i Danska Västindien. Hans mor var Emilia Regina, en afrikanskättad "husslav". Fadern är okänd men var troligen en dansk man. Han ägdes av Heinrich Ludvig Ernst von Schimmelmann och hans hustru Henriette Catharina. 1789 flyttade familjen von Schimmelmann till Köpenhamn och Hans Jonatan följde med. Han bosatte sig senare i Djúpivogur på Island där han kom att arbeta vid ortens danska handelsstation.
Den isländska fotografen Hansína Regína Björnsdóttir var Hans Jonatans barnbarnsbarn.

## Genetisk studie
2018 uppmärksammades Hans Jonatan eftersom hans genom återskapats enbart med hjälp av hans ättlingars DNA. I studien avlämnade 182 av hans ättlingar DNA-prover som användes för att kartlägga Hans Jonatans genom. Studien var genomförbar till följd av en tidigare extremt homogen isländsk population, där Hans Jonatans genuppsättning särskildes från den inhemska genomtypen.